# Vemakylindrus gibraltarensis
Vemakylindrus gibraltarensis är en kräftdjursart som först beskrevs av Mihai Bacescu 1961.  Vemakylindrus gibraltarensis ingår i släktet Vemakylindrus och familjen Diastylidae. Inga underarter finns listade i Catalogue of Life.